# Székely körvasút
A székely körvasút a Székelyföldet lefedő vasúthálózat azon része, mely összeköti Brassó, Sepsiszentgyörgy, Csíkszereda, Gyergyószentmiklós és Marosvásárhely városokat, vagyis a székelyföldi nagyobb városok többségét. A már korábban (az 1870-es években) megépült vonalszakaszokat a 19–20. század fordulóján egészítették ki, utolsó szakasza, Csíkcsicsó és Déda között, 1909-ben készült el. Viszont soha nem épült meg a Csíkszereda–Székelyudvarhely vonal, bár nagy szükség lett volna rá.